# Hedylopsis riseri
Hedylopsis riseri är en snäckart som beskrevs av M. P. Morse 1976. Hedylopsis riseri ingår i släktet Hedylopsis och familjen Microhedylidae. Inga underarter finns listade i Catalogue of Life.